# Wilhelm Egger (skijaš skakač)
Wilhelm "Willi" Egger (Murau, Austrija, 7. listopada 1932. – Murau, Austrija, 29. travnja 2008.), bio je austrijski skakač skijaš i nordijski kombinator.
Od 1956. natjecao se u nordijskoj kombinaciji. Bio je sudionik ZOI 1956. u Cortini d’Ampezzo u pojedinačnoj konkurenciji, zauzevši 16. mjesto. Nakon igara prešao je u posebne skakače. Od prosinca 1956. natječe se na Turneji četiriju skakaonica. Na ZOI 1960. u Squaw Valleyju na maloj skakaonici podijelio je s istim brojem bodova 34. mjesto s Kanađaninom Gerryjem Gravelleom.
Najveći uspjeh na Turneji četiriju skakaonica bio je 1961./62. Pobijedio je u Innsbrucku i Bischofshofenu i na kraju je ukupno bio drugi. Prije toga na novogodišnjim skokovima bio je 1. siječnja 1958. skoro je pobijedio u Garmisch-Partenkirchenu. 18. ožujka 1962. bio je drugi u Holmenkollenu.
Na svjetskom prvenstvu 1962. u Zakopanama bio je 10. na maloj skakaonici 21. veljače, te sedmi 27. veljače na velikoj skakaonici.
Na ZOI 1964. u Innsbrucku na maloj skakaonici završio je na 44. mjestu. Na velikoj skakaonici doskočio je do 12. mjesta. Natjecateljsku karijeru okončao je 1967. godine.

## Vanjske poveznice
- Willi Egger - Međunarodni skijaški savez (eng.)
- Willi Egger  Arhivirana inačica izvorne stranice od 24. listopada 2012. (Wayback Machine) - Sports-Reference (eng.)